# Terza Torre
Il Montale, o Terza Torre, è una delle torri della Città di San Marino, le quali sono simbolo della Repubblica omonima.
Il Montale è caratterizzato da una bella forma slanciata, ed ha una pianta pentagonale. Fino al XIII secolo la Terza Torre era un fortilizio staccato dalle altre due rocche e fu collegato ad esse nel 1320 da una possente muraglia, di cui sono ancora visibili alcune tracce.
La Torre, chiamata nei documenti d'archivio Palatium Montalis, rivestì una grande importanza nelle lotte contro i Malatesta che possedevano il vicino castello di Fiorentino. Una campana segnalava alla popolazione i pericoli e l'arrivo di viandanti, ai quali era richiesto un pedaggio. Con la distruzione del castello malatestiano di Fiorentino nel 1479, il Montale fu abbandonato.
Tre successivi restauri hanno salvaguardato la torre nel corso dei secoli, precisamente nel 1743, 1817 e 1935, quest'ultimo ha dato alla fortezza la sua forma originaria.
Nella Torre c'è una prigione, detta Fondo della Torre, profonda sei metri e alla quale si può accedere solo dall'alto.
Al contrario delle altre due torri, non è accessibile al pubblico, ma offre comunque ai visitatori un suggestivo panorama.
Il Montale è raffigurato sulle monete euro sammarinesi da un centesimo della prima serie.